# セリク・アフメトフ
セリク・ニグメトゥリ・アフメトフ（カザフ語: Серік Нығметұлы Ахметов、1958年6月25日 - ）は、カザフスタンの政治家。2012年から2014年までカザフスタンの首相を務めた。 